# 河北省历史文化名村
河北省历史文化名村由河北省政府公布，已公布207座，其中31座已升格为中国历史文化名村。第一至第五批數量分別為11、7、11、40和138个。

## 分市名单

### 石家庄市

#### 井陉县
- 于家乡于家村（1，已升格为第三批中国历史文化名村）
- 南障城镇大梁江村（2，已升格为第五批中国历史文化名村）
- 天长镇小龙窝村（2，已升格为第六批中国历史文化名村）
- 天长镇梁家村（3）
- 南障城镇吕家村（3，已升格为第七批中国历史文化名村）
- 小梁江村（4）
- 天长镇长生口村（5）
- 天长镇核桃园村	（5）
- 天长镇河东村（5）
- 天长镇乏驴岭村（5）
- 天长镇板桥村（5）
- 天长镇高家庄村	（5）
- 测鱼镇石门村（5）
- 于家乡当泉村（5）
- 于家乡狼窝村（5）
- 于家乡高家坡村	（5）
- 于家乡水窑洼村（5）
- 南峪镇地都村（5）
- 南峪镇南峪村（5）
- 小作镇沙窑村（5）
- 威州镇北平望村（5）
- 秀林镇南横口村（5）
- 辛庄乡洪河漕村（5）
- 苍岩山镇杨庄村（5）
- 南峪镇台头村（5）

#### 平山县
- 杨家桥乡大坪村（3）
- 杨家桥乡大庄村（3）
- 北冶乡黄安村（5）
- 古月镇观南庄村（5）
- 杨家桥乡九里铺村（5）

#### 井陉矿区
- 贾庄镇贾庄村（5）

### 保定市

#### 清苑区
- 冉庄镇冉庄村（1，已升格为第三批中国历史文化名村）
- 阎庄乡国公营村（5）

#### 顺平县
- 腰山镇南腰山村（3）
- 台鱼乡北康关村（5）

#### 定州市
- 赵村镇孟家庄村（3）

#### 唐县
- 倒马关乡倒马关村（4）
- 军城镇和家庄村（5）
- 齐家佐乡史家佐村（5）

#### 涞水县
- 九龙镇岭南台村（5）

#### 阜平县
- 龙泉关镇骆驼湾村（5）
- 天生桥镇朱家庵村（5）

### 邢台市

#### 信都区
- 路罗镇英谈村（1，已升格为第三批中国历史文化名村）
- 南石门镇小桃花村（4）
- 南石门镇崔路村（4，已升格为第七批中国历史文化名村）
- 黄寺镇李梅花村（4）
- 北小庄乡东石善村（4）
- 路罗镇桃树坪村（4）
- 路罗镇鱼林沟村（4，已升格为第七批中国历史文化名村）
- 太子井乡龙化村（4，已升格为第七批中国历史文化名村）
- 西黄村镇南会村（4）
- 将军墓镇内阳村（4，已升格为第七批中国历史文化名村）
- 路罗镇杜彬村（5）
- 路罗镇牛豆台村（5）
- 路罗镇茶旧沟村（5）
- 路罗镇小戈寥村（5）
- 路罗镇坡子村（5）
- 路罗镇杨庄村（5）
- 路罗镇贺家坪村（5）
- 路罗镇天明关村（5）
- 城计头乡押石村（5）
- 城计头乡道沟村（5）
- 将军墓镇前河岔村（5）
- 冀家村乡石板房村（5）
- 冀家村乡东庄村（5）
- 浆水镇寨上村（5）
- 浆水镇菜树沟村（5）
- 浆水镇冯家沟村（5）
- 浆水镇宋家峪村（5）
- 浆水镇前南峪村（5）
- 浆水镇安庄村（5）
- 浆水镇南口村（5）
- 浆水镇坡子峪村（5）

#### 平乡县
- 丰州镇窦冯马村（1）

#### 临城县
- 赵庄乡驾游村（1）
- 郝庄镇郝庄村（5）

#### 内丘县
- 南赛乡神头村（2）
- 獐獏乡黄岔村（4）
- 南赛乡石盆村（5）
- 侯家庄乡小西村（5）

#### 沙河市
- 柴关镇王硇村（3，已升格为第六批中国历史文化名村）
- 十里亭镇上申庄村（4）
- 柴关乡西沟村（4，已升格为第七批中国历史文化名村）
- 柴关乡绿水池村（4，已升格为第七批中国历史文化名村）
- 柴关乡安河村（4）
- 册井乡册井村（4）
- 册井乡北盆水村（4，已升格为第七批中国历史文化名村）
- 刘石岗乡大坪村（4）
- 刘石岗乡渐凹村（4）
- 白塔镇樊下曹村（4）
- 册井乡八十县村（5）
- 册井乡白庄村（5）
- 册井乡通元井村（5）
- 新城镇白错村（5）
- 新城镇三王村（5）
- 柴关乡柴关村（5）
- 柴关乡陈硇村（5）
- 柴关乡东沟村（5）
- 柴关乡杜硇村（5）
- 柴关乡高庄村（5）
- 柴关乡马峪村（5）
- 柴关乡彭硇村（5）
- 柴关乡石门沟村（5）
- 柴关乡杏花庄村（5）
- 柴关乡银河沟村（5）
- 蝉房乡后渐寺村（5）
- 蝉房乡渐滩村（5）
- 蝉房乡口上村（5）
- 蝉房乡前渐寺村（5）
- 蝉房乡王茜村（5）
- 蝉房乡温家沟村（5）
- 蝉房乡小汗坡村（5）
- 刘石岗乡寺庄村（5）
- 綦村镇城湾村（5）
- 綦村镇西南沟村（5）
- 十里亭镇下解村（5）
- 桥东街道小仓村（5）

### 邯郸市

#### 涉县
- 河南店镇赤岸村（1）
- 偏城镇偏城村（1，已升格为第四批中国历史文化名村）
- 井店镇王金庄村（2）
- 关防乡岭底村（2）
- 关防乡宋家村（3）
- 固新镇原曲村（4，已升格为第七批中国历史文化名村）
- 关防乡后岩村（4）
- 更乐镇大洼村（5）

#### 武安市
- 午汲镇大贺庄村（4，已升格为第七批中国历史文化名村）
- 石洞乡什里店村（4，已升格为第七批中国历史文化名村）
- 徘徊镇西河下村（5）
- 活水乡楼上村（5）
- 磁山镇明峪村（5）
- 邑城镇白府村（5）

#### 磁县
- 陶泉乡北岔口村（4，已升格为第七批中国历史文化名村）
- 陶泉乡南王庄村（4，已升格为第七批中国历史文化名村）
- 陶泉乡西花园村（5）
- 陶泉乡齐家岭村（5）
- 北贾璧乡西苗庄村（5）
- 北贾璧乡双和村（5）
- 北贾璧乡岗西村（5）
- 北贾璧乡柴庄村（5）
- 白土镇吴家河村（5）
- 白土镇北羊城村（5）

#### 峰峰矿区
- 界城镇西老鸦峪村（4）
- 和村镇八特村（5）
- 和村镇刘岗西村（5）
- 义井镇山底村（5）

#### 永年区
- 永合会镇王边村（5）

### 张家口市

#### 蔚县
- 南留庄镇南留庄村（1，已升格为第七批中国历史文化名村）
- 宋家庄镇上苏庄村（1，已升格为第六批中国历史文化名村）
- 涌泉庄乡北方城村（2，已升格为第四批中国历史文化名村）
- 代王城镇石家庄村（3）
- 宋家庄镇宋家庄村（4，已升格为第七批中国历史文化名村）
- 宋家庄镇邢家庄村（5）
- 宋家庄镇吕家庄村（5）
- 宋家庄镇大固城村（5，已升格为第七批中国历史文化名村）
- 宋家庄镇郑家庄村（5）
- 涌泉庄乡涌泉庄村（5）
- 涌泉庄乡任家涧村（5，已升格为第七批中国历史文化名村）
- 涌泉庄乡卜北堡村（5，已升格为第七批中国历史文化名村）
- 代王城镇张中堡村（5）
- 南留庄镇水东堡村（5）
- 南留庄镇水西堡村（5，已升格为第七批中国历史文化名村）
- 宋家庄镇邀渠村（5）
- 宋家庄镇南方城村（5）
- 宋家庄镇王良庄村（5）
- 宋家庄镇北口村	（5）
- 宋家庄镇大探口村（5）
- 西合营镇北留庄村（5）
- 西合营镇横涧村	（5）
- 下宫村乡东庄头村（5）
- 下宫村乡浮图村	（5）
- 下宫村乡苏贾堡村（5）
- 阳眷镇南堡村（5）
- 阳眷镇郑家窑村	（5）
- 涌泉庄乡西陈家涧村（5）
- 涌泉庄乡辛庄村	（5）
- 涌泉庄乡闫家寨村（5）
- 白草村乡白草村（5）
- 白草村乡钟楼村	（5）
- 柏树乡永宁寨村	（5）
- 北水泉镇南柏山村（5）
- 北水泉镇杨庄村	（5）
- 代王城镇大德庄村（5）
- 代王城镇马家寨村（5）
- 南留庄镇白宁堡村（5）
- 南留庄镇白中堡村（5）
- 南留庄镇曹疃村	（5）
- 南留庄镇白河东村	（5）
- 南留庄镇白后堡村（5）
- 南留庄镇单堠村	（5）
- 南留庄镇杜杨庄村（5）
- 南留庄镇埚串堡村（5）
- 南留庄镇史家堡村（5）
- 南留庄镇小饮马泉村（5）
- 南杨庄乡东大云疃村（5）
- 南杨庄乡牛大人庄村（5）
- 暖泉镇千字村	（5）

#### 阳原县
- 浮图讲乡开阳村（1，已升格为第六批中国历史文化名村）

#### 怀来县
- 鸡鸣驿乡鸡鸣驿村（1，已升格为第二批中国历史文化名村）
- 瑞云观乡镇边城村（5，已升格为第七批中国历史文化名村）

#### 涿鹿县
- 卧佛寺乡狼窝村（5）
- 大堡镇三道沟村（5）

### 沧州市

#### 献县
- 南河头乡单桥村（2）

### 秦皇岛市

#### 抚宁区
- 界岭口村（3）

### 唐山市

#### 遵化市
- 马兰峪镇官房村（3）
- 马兰峪镇马兰关一村（5）
- 新店子镇沙石峪村（5）
- 建明镇西铺村（5）